# Сар'янська пуща
Сар'янська пуща — лісовий масив у Верхньодвінському районі Вітебської області, в басейні річки Сар'янка.